# Lza Steyaert
Lza Steyaert, Elsa Steyaert ou LZA (Barcelona, 9 de novembro de 1980) é uma modelo, artista plástica e atriz francesa. Ficou conhecida após interpretar uma personagem no filme "On ne devrait pas exister" em 2006.

## Biografia
A partir dos 14 anos começou a modificar seu corpo com tatuagens e implantes, o que levou a tornar-se uma réplica das fotos que fez durante sua juventude, fez a primeira tatuagem aos 14 anos e meio em 1995 para Aix, e o seu primeiro piercing em Praga, um ano depois, em 1996, durante uma excursão escolar do ensino médio.
Aos 17 anos mudou a grafia de seu nome, em vez Elsa trocou por Lza (mas possuí a mesma pronúncia), para criar o próprio universo começou seu trabalho, passando suas ideias para o papel como auto-retratos, mini-comics e as criações na sua pele.
Ela já trabalhou com Jean-Paul Gaultier e Karl Lagerfeld, e posou para a câmera de William Klein e de Petter Hegre.
Quando tinha 18 anos decidiu viver e assumir a sua vontade e seus gostos, e em 1997 após conseguir o diploma, mudou-se para Paris, e começou a frequentar a cena parisiense, shows, squats, artes cênicas, estúdios de tatuagem, piercing e BME (Body Modifications Extremes), no qual não demorou muito para trabalhar no meio, e de repente se transformou na personagem LZA.
Lza não gostava muito de sua aparência antigamente, se achava muito alta, muito magra, então eu decidi agradar a si mesma fazendo as primeras modificações.
Desde 2002, Steyaert também atua como atriz, principalmente em pequenos filmes independentes. Em 2006 ela recebeu a atenção pelo seu papel no filme "On ne devrait pas existe", que concorreu na Quinzena dos Realizadores do Festival de Cannes.
Participou de um clipe da banda Indochine (Stef 2), e está na capa de um dos albuns da banda Bad Lieutnants.
Foi escolhida pelo diretor de cinema Cedric Klapitsch, e participou do filme Bushido Boogie, Zona Reptile.
As principais marcas de Steyaert são suas modificações corporais distintas, incluindo perfurações, implantes, escarificações, tatuagens de grande porte.
Agora Lza pretende continuar seus trabalhos como artista plástica, tatuadora, atriz, modelo e os trabalhos com fotografia, e em 2010 nasceu seu primeiro filho chamado Pablo.

## Filmografia
| Ano  | Título                    | Personagem      |
| ---- | ------------------------- | --------------- |
| 2007 | Sade                      |                 |
| 2006 | On ne devrait pas exister | Ela mesma (LZA) |
| 2006 | Bushido Boogie            |                 |
| 2002 | Zone Reptile              |                 |